# Руська Пайовка
Руська Пайо́вка (рос. Русская Паёвка, ерз. Рузонь Пою) — село у складі Інсарського району Мордовії, Росія. Адміністративний центр Русько-Пайовського сільського поселення.
Населення — 326 осіб (2010; 386 у 2002).
Національний склад станом на 2002 рік:
- росіяни — 91 %